# Entmemacornis
Entmemacornis is een geslacht van vlinders van de familie snuitmotten (Pyralidae), uit de onderfamilie Phycitinae.

## Soorten
- E. proselytes Dyar, 1919
- E. pulla Heinrich, 1956